# یواس‌اس دیکی (اس‌پی-۲۳۱)
یواس‌اس دیکی (اس‌پی-۲۳۱) (به انگلیسی: USS Dicky (SP-231)) یک کشتی بود که طول آن ۴۶ فوت (۱۴ متر) بود. این کشتی در سال ۱۹۱۳ ساخته شد.